# 格奥尔基·哈吉
格奥尔基·哈吉（羅馬尼亞語：Gheorghe Hagi，羅馬尼亞語發音：[ˈɡe̯orɡe ˈhad͡ʒi]，1965年2月5日—），羅馬尼亞退役足球運動員，司職中場，公認是罗马尼亚有史以来最伟大的球员，他以让人神魂颠倒的左脚而在世界足坛声名远播，素有「東歐馬勒當拿」之稱。退役後轉任教練，曾執教土耳其勁旅加拉塔萨雷。
其子亞尼斯·哈吉亦是足球員，現效力於格拉斯哥流浪。

## 球員生涯
哈吉早年效力於羅馬尼亞班霸布加勒斯特星隊，效力期間不但連贏三屆聯賽和盃賽雙料冠軍，還於1987年歐洲超級盃 (1986年度) 決賽中一箭定江山，協助球隊贏得冠軍。
之後，他曾到西班牙發展，效力當地班霸皇家馬德里，亦曾在意大利球會布雷西亞效力過。
1994年世界盃分組賽中，他的一個入球和兩個助攻，協助羅馬尼亞以3－1打敗賽前被吹捧為奪標熱門的新勢力哥倫比亞。 在16強賽事，在他的策動下，交出一個助攻再加一個入球，羅馬尼亞最終以3－2打敗因馬拉度納禁藥停賽而缺席的阿根廷。在八強賽事中，羅馬尼亞與瑞典加時戰平2－2，在點球大戰落敗而止步於八強，已是羅馬尼亞在世界盃的最佳成績。
1994年世界盃後，另一西班牙班霸巴塞隆納向他招手。不過，由於他的性格較為火爆，難以融入球隊，他在西意外流六年間，每間球會均只效力短短兩年。
他在職業生涯晚期，效力土耳其班霸加拉塔沙雷，也是他效力時間最長的球隊，他多次為加拉塔沙雷贏得土超聯賽冠軍和土耳其盃。
雖然赫傑有參與1998年世界盃及顆粒無收，但其成功鋪橋搭路令球隊在分組賽第二輪爆冷擊敗英格蘭並最終晉級淘汰賽階段。最終在16強敗於當屆季軍克羅地亞。
2000年，已是他足球運動員職業生涯末期，也是他球會事業最高峰的時期。 他帶領加拉塔沙雷贏得土超聯賽冠軍、土耳其盃、歐洲足協盃和歐洲超級盃四個錦標，為加拉塔沙雷實現俱乐部史上的小四冠王。另外，他代表的羅馬尼亞國家足球隊在2000年歐洲國家盃打入八強。原本在1998年世界盃後打算退役的他，在賽前數月改變主意參賽。
在2000年歐洲國家盃分組賽中，羅馬尼亞以1－1賽和德國及3－2戰勝英格蘭，最終壓倒兩支老牌勁旅出線。 事實上，哈吉因紀律問題停賽，缺席了對英格蘭的賽事，唯幸隊友將士用命之下，令羅馬尼亞打入八強。不過，他在對意大利的比賽中，因假摔行為導致累積兩張黃牌而被逐，哈吉的國際賽生涯也劃上了句號。 而羅馬尼亞最後也以0－2敗給意大利，止步於八強。

## 教練生涯
退役後，他轉任足球教練，他曾執教羅馬尼亞參加2002年世界盃外圍賽，卻在關鍵性的附加賽敗於斯洛文尼亞而無緣決賽週。 此後，羅馬尼亞國家隊也跌入後哈吉時代的黑暗期，羅馬尼亞國家隊直到現在，只有2008和2016年歐錦賽外圍賽中突圍。

## 評價
赫傑乃羅馬尼亞足球史上最顯赫的球星，因為以往羅馬尼亞未曾出產過像赫傑這類型的球員。
他曾三次出戰世界盃（1990、1994、1998），皆能闖入第二圈。而且，他也曾三次出戰歐洲國家盃（1984、1996、2000）。 而球員時代的他更曾六度當選為該國的足球先生，並代表過國家隊達125次，曾被譽為是東歐馬勒當拿。
無論在羅馬尼亞或在土耳其，赫傑都是個頗受歡迎的家傳戶曉人物。 因為他協助羅馬尼亞在世界盃取得歷史性八強佳績，同時他協助加拉塔沙雷奪得首個歐洲賽事錦標。
於2003年11月，他被羅馬尼亞足總選為近半世紀最佳球員，同年被國際足協選為FIFA 100成員之一。

## 俱乐部荣誉
- 布加勒斯特星隊
  - 羅馬尼亞甲組聯賽冠軍 ：1986/87、1987/88、1988/89
  - 羅馬尼亞盃冠軍 ：1987、1988、1989
  - 歐洲超級盃冠軍 ：1986
- 皇家馬德里
  - 西班牙超級盃冠軍 ：1990
- 布雷西亞
  - 英格蘭-意大利盃冠軍 ：1993/94
- 巴塞羅拿
  - 西班牙超級盃冠軍 ：1994
- 加拉塔沙雷
  - 土超聯冠軍 ：1996/97、1997/98、1998/99、1999/2000
  - 土耳其盃冠軍 ：1999、2000
  - 歐洲足協盃冠軍 ：2000
  - 歐洲超級盃冠軍 ：2000

## 羅馬尼亞國家隊成績
- 世界盃
  - 1990年 ：十六強（負於愛爾蘭）
  - 1994年 ：八強（負於瑞典）
  - 1998年 ：十六強（負於克羅地亞）
- 歐洲國家盃
  - 1984年 ：分組賽出局
  - 1996年 ：分組賽出局
  - 2000年 ：八強（負於意大利）